# Floris Schaap
Floris (Floor) Schaap (Katwijk, 3 april 1965) is een Nederlands voormalig voetballer en huidig voetbaltrainer. Schaap heeft ook de Portugese nationaliteit aangenomen.

## Spelerscarrière
Schaap, die als verdediger speelde, begon in de jeugd bij vv Katwijk waar hij ook in het eerste speelde. Daarna vertrok hij naar Portugal. Daar speelde hij eerst twee seizoenen voor SC Olhanense en aansluitend drie seizoenen voor Portimonense SC waarin hij 103 wedstrijden speelde. Tussen 1991 en 1993 speelde hij voor SCU Torreense  en daarna tot 1995 voor SC Farense. In het seizoen 1995/96 kwam hij uit voor Sporting Braga en Schaap sloot daarna zijn loopbaan in 1998 af bij Olhanense.

## Trainerscarrière
Bij Olhanense begon hij als assistent zijn trainersloopbaan en was hij kort interim-hoofdtrainer in het seizoen 1999/2000. Hij trainde de selectie van de Algarve, Lusitano Futebol Clube (2002/03) en Silves Futebol Clube (2005) voor hij in november 2005 aangesteld werd als hoofdtrainer bij Olhanense. Die functie hield hij tot begin 2006 waarna hij bij Olhanense de jeugd ging trainen. Tussen 2007 en 2009 was hij vicepresident van het jeugdafdeling bij die club. Schaap volgde in zijn trainersloopbaan Manuel Cajuda. Van 2009 tot 2011 werkte hij als diens assistent-trainer bij Sharjah SC in Dubai. In het seizoen 2012/13 was hij assistent-trainer bij Olhanense. In april 2013 werd Schaap aangesteld als trainer bij Qinghai Senke FC uit China. Hij was vervolgens assistent bij BEC Tero FC (2014), Ajman Club (2015), FC Khooneh be Khooneh (2016), Sichuan Longfor FC (2016/17) en Académico de Viseu FC (2018/19). Bij Académico de Viseu werd hij in januari 2019 ad-interim hoofdtrainer tot het einde van het seizoen. Van januari tot maart 2020 was hij assistent bij Leixões SC.